# Carnegiella myersi
Carnegiella myersi är en fiskart som beskrevs av Fernández-yépez, 1950. Carnegiella myersi ingår i släktet Carnegiella och familjen Gasteropelecidae. Inga underarter finns listade.